# Centre de préparation au mariage
Pour les articles homonymes, voir CPM.
Dans la religion catholique, les centres de préparation au mariage (CPM) sont des organisations qui aident à la préparation du mariage religieux chrétien. Ils font partie des premiers membres du Conseil national de pastorale familiale.

## Histoire
Fondés en 1956 par le père Henri Caffarel avec des membres des Équipes Notre-Dame, ils se sont surtout développés sous l'intuition de son premier aumônier, le père Alphonse d'Heilly qui leur a donné une impulsion internationale.

## Mission
Ils interviennent en collaboration des ministres ordonnées dans des sessions de préférence collective (soirées ou week-end) en mettant plusieurs couples de fiancés en présence d'un couple marié (animateur) souvent accompagné d'un prêtre ou d'un diacre.

## Organisation
En France, ils sont organisés autour d'une Fédération d'associations départementales. Ces associations élisent des responsables régionaux qui forment l'équipe nationale. L'équipe nationale désigne un président et un bureau exécutif. Il est assisté par un secrétariat de permanent.
La Fédération internationale des centres de préparation au mariage est composée de 11 pays membres et 7 pays associés.
Chaque année, la Fédération réunit ses membres lors d'une assemblée générale (cf. thèmes plus loin) et, tous les cinq ans environ, elle organise des Journées nationales.
Les CPM, qui comptent environ 6 000 animateurs reçoivent chaque année 80 000 jeunes désirant se préparer au mariage.

## Réflexions, Formations, publications et pédagogie

### Approches
Les CPM privilégie la parole des couples par la mise en place de rencontres collectives et une approche inductive. Cette approche s'inspire de  l'attitude de Jésus qui demande à Bartimée : "Que veux-tu que je fasse pour toi ?" (Mc 10,51). Leur parole est première. Lors de sa rencontre avec la Samaritaine, Jésus part de ce qu'elle vit, de ses questions et chemine avec elle (Jn 4). Les couples en préparation au mariage s'enrichissent mutuellement, voire s'évangélisent les uns les autres en réveillant en eux-mêmes la source parfois enfouie depuis leur baptême.
Cette approche souhaite réveiller en eux la Source Vive et les stimuler pour aller plus loin dans leur (re)- découverte de la Foi. Elle est aussi attentive aux fiancés non baptisés qui viennent souvent, un peu contraints, partager le désir de leur conjoint d’un mariage à l’Église.
Les CPM ne sont pas le tout de la préparation au mariage, mais ils veulent  être, par l’expérience de communauté et de partage, un chemin ecclésial dans la préparation au sacrement. 

### Formations
La formation des animateurs est essentielle. Pour ce faire, la Fédération a mis en place un cycle de 160 heures, reconnu par le Ministère de la Famille dans le cadre des formations à « l'éducation à la vie ». Elle complète ce cycle d'une formation religieuse.

### Publications

#### Pour les fiancés
- On se marie à la mairie (accompagne le mariage à la mairie)
- 2 oui pour la vie (accompagne le mariage à l'Église)
- Ainsi va la vie

#### Pour les animateurs
- La Revue Accueil Rencontre est publiée tous les deux mois.
- 10 Fiches pour les animateurs
- Une zone privée interactive

#### Thèmes des assemblées générales
- Hériter et transmettre, Paris 2003
- Le Goût de l'autre, Paris 2004
- Conjuguez nos désirs, Besançon 2005
- Marcher ensemble, Paris 2006
- Cultivez nos liens, Paris 2007
- gérer nos différences